# Vladdo
Vladimir Flórez (Armenia, Colombia, 22 de diciembre de 1963), conocido por el seudónimo de «Vladdo» es un caricaturista, periodista e ilustrador colombiano. Desde 1986, ha colaborado con las principales revistas y periódicos de su país, lo que le ha valido premios y reconocimientos como el Premio Nacional de Periodismo Simón Bolívar, el Premio Nacional de Periodismo del Círculo de Periodistas de Bogotá (1988), el premio de Excelencia otorgado por la Sociedad Interamericana de Prensa (2002) y en dos ocasiones el premio de excelencia de la Society for News Design, por su trabajo como diseñador de periódicos. 
Ha sido también columnista de los diarios El Nuevo Siglo y Portafolio y de la versión en español de El Huffington Post. Además fue fundador y director del periódico político Un Pasquín.
De 1994 a 2020, publicó la sección Vladdomanía en la Revista Semana. 
En 2012 se inició como presentador y director de NSN Noticias (Noticiero Sin Noticias), un programa semanal de opinión con formato de noticiero, que se emite por televisión por cable, para los suscriptores de Claro. 
Desde septiembre de 2014 Vladdo es columnista del periódico El Tiempo, de Bogotá. Egresado del colegio inem Francisco de Paula Santander (INEM kennedy)

## Un poco más
En 1997 creó a Aleida, un personaje femenino que se dedica a despotricar de los hombres, el amor, el sexo y la pareja lo cual se ha hecho muy célebre entre el público femenino. Aleida hace una ácida interpretación de la conducta femenina, pero también critica de manera férrea al género masculino y acude al cinismo para burlarse de sí misma. Sus viñetas cuentan con entusiastas seguidores no sólo en Colombia, sino también en varios países de América Latina.

## Caricatura de la Casa de Nariño
Una de las caricaturas de Vladdo más conocidas y polémicas es la que hace de la Casa de Nariño que es el palacio presidencial de Colombia, la caricatura aparece en la sección "Vladdomanía" de la Revista Semana. Esta caricatura fue creada en 1998 durante la presidencia de Andrés Pastrana y para entonces se llamaba "El Palazo Presidencial", en dicha caricatura se observa la Casa de Nariño y un texto dentro de un globo de cómic que corresponde a la voz del presidente de turno. 
Con la llegada del Presidente Álvaro Uribe al poder en el 2002, Vladdo cambió el nombre de la caricatura por "Palacito Presidencial" en referencia a la costumbre del presidente Uribe de utilizar diminutivos. Con el tiempo le fue agregando elementos como una cura que refleja el ataque de las FARC al lugar el día de la posesión del presidente; dos elefantes en piedra que simbolizan el proceso 8.000 y la parapolítica; una imagen de una gata con gafas que representa a Enilse López alias "la Gata", controvertida empresaria de apuestas que aportó dineros a la campaña de Uribe en 2002; una mano cortada que representa la recompensa pagada por el gobierno al hombre que asesinó al guerrillero "Iván Ríos" y quien entregó la mano cercenada como prueba del asesinato. 
Como crítica a medios de comunicación según él afines al Gobierno, en la parte exterior ubicó dos banderas, una del periódico El Tiempo y más tarde otra de Editorial Planeta, que adquirió a la primera, y en la parte superior fue añadida una antena de RCN. Dos emblemas fueron añadidos por las controversias alrededor de la operación Jaque uno de la Cruz Roja Internacional y otro de la cadena TeleSur; en el segundo piso ilustró una nueva planta en la que se encuentra ubicada una caseta rodeada de palmas en la cual hay una inscripción que dice: "Ministro de palmicultura", como una crítica al Ministro de Agricultura Andrés Felipe Arias de quien Uribe dijo alguna vez que tenía capacidad para ser su sucesor y quien es promotor de los cultivos de Palma, en la dicha edificación se observa el texto URIBITWO en referencia al apodo de "Uribito" que fue adjudicado a Arias después del guiño del presidente, el cual siempre tiene el globo de texto "¡Eso...! Así se habla, jefecito". No obstante debido a la renuncia de Arias para una eventual candidatura a la presidencia, la caseta aparece con grietas como símbolo de su salida del gabinete, hasta que finalmente fue removida.
Uno de los añadidos más controvertidos fue el de la imagen de Josemaría Escrivá de Balaguer fundador del Opus Dei, es conocido que en el gobierno funcionarios como el secretario de prensa César Mauricio Velásquez pertenecen a dicha organización, si bien Vladdo manifestó que "más que la influencia del Opus Dei en algunos funcionarios, quise representar la religiosidad y el conservadurismo del gobierno, que invoca a Dios y reza todo el tiempo, a pesar de que, según la Constitución, este es un país laico. Eso retrata de cuerpo entero el espíritu de este gobierno". A raíz de esta adición, Velásquez, el secretario de Prensa de la Presidencia, se comunicó con Vladdo para manifestarle su descontento; sin embargo, la caricatura no fue modificada. Con el escándalo por la entrada clandestina del paramilitar conocido con el alias de "Job" y su abogado a una reunión en la Casa de Nariño y unas escuchas en las que el paramilitar se refería al palacio presidencial como "La Casa de Nari", Vladdo cambió el nombre de la caricatura a Paracio Presidencial y ubicó un letrero que reza "CASA DE NARI".
Como últimas modificaciones, uno de los elefantes fue cambiado por un cráneo, haciendo referencia al Escándalo de los falsos positivos, el helicóptero de Tranquilandia y un avión sobrevolando la Casa de Nariño, debido a los roces diplomáticos con Hugo Chávez y Rafael Correa, un fotomontaje de los Ángeles de la Madonna Sixtina de Rafael con los rostros de los hijos de Uribe Tomás y Jerónimo, debido a la defensa que Álvaro Uribe hizo de ellos por sus posibles nexos con la captadora ilegal DMG, junto con el letrero "ZONA FRANCA", por el posible tráfico de influencias que estos pudieron haber cometido en la construcción de un parque industrial; y unas gotas de sangre en el globo de texto, debido a la creciente vinculación de elementos de su gobierno, con violaciones a los Derechos Humanos y ejecuciones extrajudiciales.
En la primera edición de la Revista Semana después de la posesión del presidente Juan Manuel Santos, la caricatura mostró de nuevo la Casa de Nariño limpia y sin "decoraciones", el nombre fue cambiado de "Paracio Presidencial" a "Santuario Presidencial" y el globo de cómic leía "¡Tutina! ¿En qué caja dejaste los palos de golf?"; Tutina es el apodo de la primera dama, María Clemencia Rodríguez de Santos, a la cual el nuevo presidente pregunta por la talega de golf después de la mudanza. Vladdo sugiere que Santos no será tan trabajador y dedicado como Uribe. En la siguiente edición del "Santuario Presidencial" el globo lee "¿Uribe? ¿Cuál Uribe?".

## Obras
Vladdo ha escrito una decena de libros de caricatura periodística y política y de su célebre personaje, Aleida.
- “Mis memorias: así me recuerda Vladdo”, 1989 (Rodríguez Quito Editores, Colombia)
- “Vladdografías”, 1996 (Ed. Planeta, Colombia)
- “Aleida, a flor de piel”, 1999 (Ed. Planeta, Colombia)
- “Aleida, Manual de Separación” (Ed. Planeta, Colombia)
- “Aleida no está sola” (Ed. Planeta, Colombia)
- “Lo mejor de lo peor”, 2002 (Villegas Editores, Colombia)
- “Aleida” (Ed. Planeta España)
- “Aleida X – 10 años”, 2007 (Villegas Editores, Colombia)
- “Una semana de quince años”, 2009
- “25 años en Obra”, 2011

## Reconocimientos
Vladdo ha recibido numerosos reconocimientos dentro y fuera de su país.
Ha obtenido cinco premios nacionales de periodismo, dos premios de diseño de la Society for News Design (SND) y un Premio de Excelencia de la Sociedad Interamericana de Prensa.
En febrero de 2008 fue jurado del concurso anual de la SND, “The best in Newspaper Design”, certamen en el que se escogen los periódicos mejor diseñados del mundo. Igualmente ha sido conferencista y expositor invitado en países como Colombia, España, Alemania, Estados Unidos, México, Panamá, Ecuador, Venezuela y Francia.
A finales de mayo de 2009, su libro Aleida X obtuvo el primer puesto como Mejor novela gráfica en español o bilingüe, en la ceremonia anual de los Latino Book Awards en Nueva York,  en la Feria del Libro de los Estados Unidos (Bookexpo América 2009 - BEA), la segunda feria más importante del mundo.